# マクセンの戦い
マクセンの戦い（独: Gefecht von Maxen）は、「マクセンにおけるフィンクの捕縛」（独：Finckenfang von Maxen）としても知られ、七年戦争（1756年 - 1763年）中の1759年11月20日にフリードリヒ・アウグスト・フォン・フィンク中将率いる15,000名のプロイセン軍がレオポルト・フォン・ダウン元帥率いる32,000名のオーストリア（ハプスブルク帝国）軍に完敗を喫した戦闘である。

## 背景
プロイセンの敗北に終わったクーネルスドルフの戦いの後、オーストリア＝ロシア連合軍がオーデル川付近で攻勢を開始すると、フリードリヒ大王はクーネルスドルフに結集した残存兵力とともに攻勢に出た。ザクセンの戦況を安定させるため、この軍団はそちらへ向かい、ライプツィヒ、トルガウおよびヴィッテンベルクを奪還する。その間にドレスデンが、シュメッタウ中将率いる守備隊の降伏によって失われた。この時期、プロイセン王子ハインリヒ、フィンク中将およびヴンシュ少将指揮下の軍団が、ドレスデンにおけるオーストリア軍の勝利の影響で合流する。これに加えて、プロイセン軍とオーストリア軍双方の主力がザクセンに進出した。プロイセン軍のうち、より小規模な集団の分断を企図した、ダウン元帥率いるオーストリア軍主力の試みは失敗に終わる。一方、フリードリヒ大王が指揮する60,000のプロイセン軍主力がザクセン選帝侯領に集結したのは、1759年11月になってからであった。他方、オーストリア軍はドレスデン1か所に集中していた。友軍の連絡線を確保するとともに、オーストリア軍の補給線を脅かすため、フリードリヒ大王は部隊を広範囲に分散しようと企図する。また、フリードリヒ・ヴィルヘルム・フォン・クライスト大佐指揮下の騎兵部隊をボヘミアへ派遣する。同部隊は、ウースチー・ナド・ラベムの貯蔵庫の破壊するなどの功績を挙げた。フィンク中将の軍団は、フリードリヒ大王の命令で1759年11月15日から、オーストリア軍主力の後方でエルツ山地とエルベ砂岩山地を抜ける、ボヘミアからの補給線を脅かすこととなった。18個大隊の歩兵および25個中隊の騎兵から構成される同軍団は1759年11月18日、前日に前衛部隊が確保したマクセンの高地に、完全に到達する。これらの部隊には同年の戦いで激しく損耗し、定員を遥かに下回る7個の歩兵砲中隊が含まれていた。

## プロイセン軍の配置
プロイセン側は高原に布陣する。そこは広い森によって、フリードリヒ大王の主力軍から切り離された場所であった。さらに、プロイセン軍の後方には、ミューグリッツ川が流れていた。オーストリア軍主力の陣営はそこから遠くない、いわゆるプラウエン盆地にその末端があった。

## オーストリア軍の出発
オーストリア軍は、プロイセン軍を全方位から同時に攻撃する計画を立てる。そのため、オーストリア軍はすでに1759年11月19日には進軍を開始していた。そしてオーストリア軍の中将シュトルベルク公が、ドイツ人歩兵とクロアチア人軽歩兵4,500名およびオーストリア軍フザール2個連隊から構成される戦列を率いて、マクセンの東側から攻撃を開始する。この戦列は、プロイセン軍がミューグリッツの谷を渡って逃亡するのを妨げる役割も担っていた。北方からは、ブレンターノ少将率いる6,000名のオーストリア勢が攻め寄せた。そして南西、ディッポルスヴァルデの方面から雪と風を突いて17,000名、また北西のドーナより3,500名のオーストリア勢が攻撃に向けて前進する。早くもこの進軍の間に、オーストリア軍の部隊はディッポルスヴァルデでプロイセン軍の輜重隊に遭遇した。プロイセン軍は2個騎兵連隊を投入し、ようやくのことで輜重隊とその護衛部隊の救出に成功した。

## 戦闘の推移

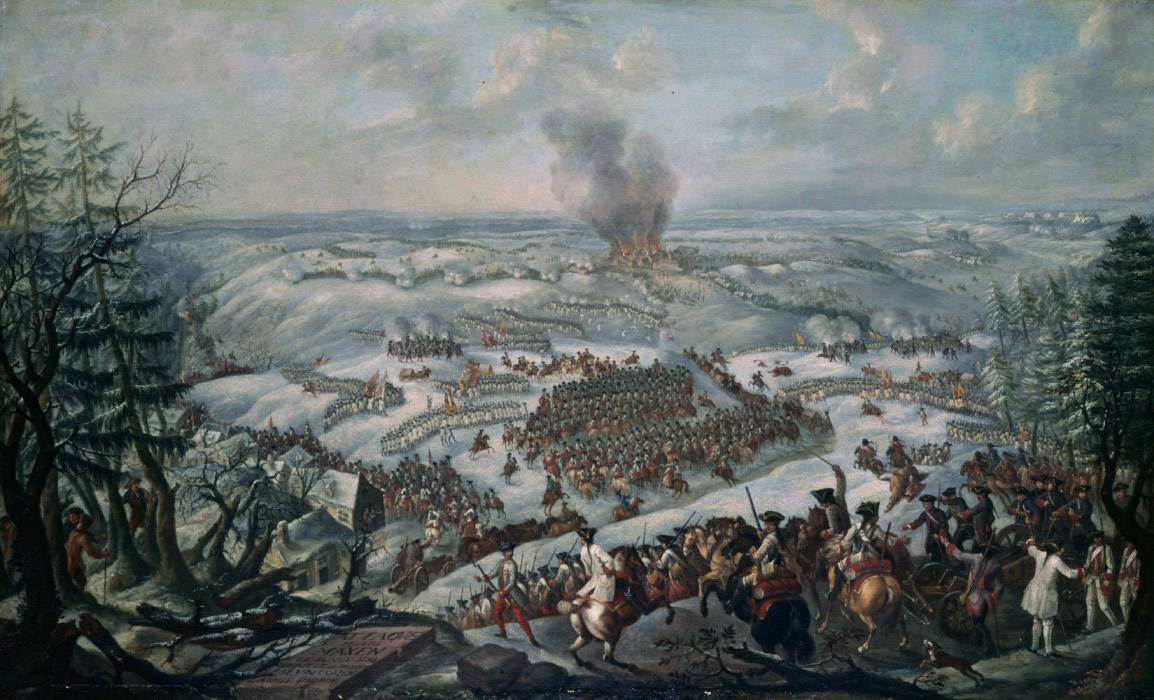
マクセンの戦い、 ウィーン軍事史博物館所蔵

オーストリア軍は、神聖ローマ帝国軍の部隊と合わせて総勢32,000名の兵力を四つの戦列に分け、同時に攻撃を開始した。まず午後2時から砲兵の準備砲撃が始まり、午後3時半からは歩兵の攻撃が続く。南方からの主攻勢は、歩兵の小規模な四本の戦列に分かれており、側面から騎兵の援護を受けつつプロイセン軍の中央に向けられていた。プロイセン軍は、ひとまずハウスドルフの後方にある高地へ退かざるを得なかった。しかし、その高地もオーストリア軍砲兵隊の砲火に捉えられた。マクセン前方の高地は、プロイセン軍の3個擲弾兵大隊が他の部隊とともに頑強に守っていた一方、強制的に徴募されたザクセン兵が主体の、第47「グラーボウ」と第38「ツァストロウ」の両歩兵連隊は逃亡し、等高線に沿って攻撃していたオーストリア軍はそれによってプロイセン勢を圧迫することができた。第12「オイゲン・フォン・ヴュルテンベルク」竜騎兵連隊によって敢行された、騎兵による反撃も頓挫する。次いでオーストリア軍がマクセンに突撃すると、砲撃によって同地の陣営は炎上し、一時的に陥落した。しかし、第4および第16歩兵連隊の兵で構成される「ヴィレミー」擲弾兵大隊がそこを奪還する。一方、ほぼ捕虜から召集した兵士で編成されていた第11「レーベンティッシュ」歩兵連隊の第2大隊は、単純に雲散霧消してしまった。「ヴィレミー」と「ベネッケンドルフ」の両擲弾兵大隊および第12「フィンク」歩兵連隊は後衛として、夕闇が迫るまでマクセンを保持する。しかし、闇の中で整えた迎撃態勢は、オーストリア軍に圧倒された。夜になってもプロイセン軍の部隊は部分的に個々の攻撃を退けることができたものの、戦闘が終わると、かつてはマクセンの周辺に集まっていた11の歩兵大隊のうち、任務を担える兵士は2,825名しか残っていなかったのである。プロイセン軍歩兵の半分は、早くも戦闘の間に脱走していた。整然として残っていたのは、ドーナの近辺でヴンシュ少将の指揮下にあった7個大隊のみである。しかし、主力軍に合流するための敵勢の突破、もしくは戦闘再開のどちらも絶望的であった。ミューグリッツの谷を抜けて撤退できる見込みは、オーストリア軍の警戒のため試みることもできなかった。ほとんど戦闘に参加していなかったプロイセン軍の騎兵は、包囲から抜け出そうとしたものの、地面の状態に恵まれないまま総勢1900名をもって行われたこの試みは失敗し、結局フィンク中将が降伏するまでに数キロ先まで進めただけであった。
無傷の捕虜11,000から12,000名とともに、オーストリア側の手に落ちたのは最終的に大砲70門、戦旗96本そして隊旗24本にのぼる。特にフィンク中将が待ち望んだ捕虜の交換は、終戦まで行われなかった。捕われた兵士は戦争の残りの期間、戦力として計上できなかったのである。
戦後、フィンクはプロイセンで軍法会議にかけられ、2年間の要塞禁錮を言い渡された。ともに捕われ、同様に告訴されたのはヨハン・ヤーコプ・フォン・ヴンシュ（赦免）、レオポルト・ヨハン・フォン・プラーテン、ヨハン・カール・フォン・レーベンティッシュ、オットー・エルンスト・フォン・ゲルスドルフ、ヤーコプ・フリードリヒ・フォン・ブレードウ、ハインリヒ・ルドルフ・フォン・バーゾルト、ダニエル・ゲオルゲ・フォン・リントシュテット、フリードリヒ・ヴィルヘルム・フォン・デア・モーゼルの諸将である。
「ゲルスドルフ」フザール連隊は失敗を原因として解隊された。またマクセンの戦いに参加した全てのプロイセン軍部隊は、後にフリードリヒ大王から不評を買うこととなる。

## 捕えられたプロイセン軍の部隊
マクセンの戦いで捕えられた部隊は、知られている限り、当時の旧プロイセン軍で用いられた呼称で呼ばれていた。太字で記されているのは、各連隊長および大隊指揮官の姓である。擲弾兵大隊はそれぞれ指揮官の名前で呼ばれ、一部は大隊を構成するため、どの連隊から擲弾兵中隊を抽出したのか識別できるように番号が添えられている。またフュズィリーア連隊の場合は、それと明記してある。
- 歩兵部隊
  - 擲弾兵大隊 4 / 16 「ヴィレミー」（第4および第16歩兵連隊の擲弾兵中隊で編成されている。）
  - 擲弾兵大隊 13 / 26 「フィンク」
  - 擲弾兵大隊 19 / 25 「シュヴェリーン」
  - 擲弾兵大隊 37 / 40 「マントイフェル」
  - 擲弾兵大隊 41 / 44 「ベネッケンドルフ」
  - 常備擲弾兵大隊 3 「ベネッケンドルフ」
  - 第9「シェンケンドルフ」歩兵連隊のうち、1個大隊
  - 第11「レーベンティッシュ」歩兵連隊を構成する2つの大隊の両方
  - 第12「フィンク」歩兵連隊のうち、1個大隊
  - 第14「レーヴァルト」歩兵連隊のうち、1個大隊
  - 第21「ヒュルゼン」歩兵連隊のうち、1個大隊
  - 第29「クノーブロッホ」歩兵連隊のうち、1個大隊
  - 第36「アルト＝ミュンヒョウ」フュズィリーア連隊のうち、1個大隊
  - 第38「ツァストロウ」フュズィリーア連隊のうち、第1大隊
  - 第45「ヘッセン＝カッセル」フュズィリーア連隊の内、1個大隊
  - 第47「グラーボウ」フュズィリーア連隊の残存部隊
  - 第48「ザルムート」フュズィリーア連隊の内、第2大隊
  - 第55「ハウス」フュズィリーア連隊（かつてのザクセン軍「ルボミスキー」連隊）の残存部隊
  - 第3「ザレンモン」義勇大隊（ドイツ語版）
- 騎兵
  - 第6「ヴァーゾルト」胸甲騎兵連隊
  - 第7「ホルン」胸甲騎兵連隊
  - 第9「ブレードウ」胸甲騎兵連隊
  - 第11「ユンク＝プラーテン」竜騎兵連隊
  - 第12「オイゲン・フォン・ヴュルテンベルク」竜騎兵連隊
  - 第6「ヴェルナー」フザール連隊（「茶色のフザール」とも呼ばれる）
  - 第7「ゲルスドルフ」フザール連隊

## マクセンの戦いの意義
以後の戦況に大きな影響こそ及ぼさなかったものの、「マクセンにおけるフィンクの捕縛」はダウン元帥の名声を高めることとなった。双方の主力軍はドレスデンの周辺で冬営に入る。このマクセンの戦いで特徴的なのは、戦闘の間にプロイセン軍歩兵の半数が脱走した事実である。この悪質な離脱行為には何よりも、低下したプロイセン軍の士気に原因があった。数か月後のランデスフートの戦いもよく似た推移を辿るが、プロイセン軍は全ての銃弾を打ち尽くすまで戦い抜き、騎兵が包囲の突破に成功したため、結果はマクセンの戦いの方が遥かに悲惨である。フリードリヒ大王は、フィンクの降伏を決して許さなかった。
そして1年後、手紙にこう書いている。

### ガーベルの戦いとの比較
マクセンの戦いは七年戦争において、プロイセン軍の部隊が完全にオーストリア軍への投降を強いられた最初の例ではない。例えば1757年7月15日、ガーベルで4個大隊が包囲され、捕虜となっている。

### ディーリッケ分遣隊の敗北
プロイセン軍にとって壊滅的な結果に終わった、マクセンの戦いからわずか13日後の1759年12月3日、マイセンでディーリッケ少将率いる3個大隊のプロイセン軍が、優勢なオーストリア軍の部隊と戦闘に及んで打ち破られ、1,500名の兵士とともに捕えられた。

### 西部の戦線に及ぼした影響
複数の騎兵連隊が失われた事実は、フリードリヒ大王がプロイセン軍騎兵のほとんど（少なくとも10個竜騎兵中隊）をドイツ西部の戦場から抽出し、損失の穴埋めを強いられるほど破滅的であった。抽出されたこれらの兵力は、部分的な補充しか受けられなかったのである。

## 個別の典拠
1. ↑  Duffy, Friedrich der Große und seine Armee, P. 292。
2. ↑  Christopher Duffy, Friedrich der Große - Die Biografie, P. 276 f。
3. ↑  Duffy, Friedrich der Große, P. 278。
4. 1 2 3  Joachim Engelmann, Die Schlachten Friedrichs des Großen, P. 128。
5. 1 2  Duffy, Friedrich der Große, P. 279。
6. ↑  Duffy. Friedrich der Große und seine Armee, P. 292。
7. ↑  Duffy, Friedrich der Große, P. 279 から 281まで。
8. ↑  Duffy, Friedrich der Große, P. 280。
9. ↑  Olaf Groehler, Die Kriege Friedrichs II. P. 131。
10. 1 2 3  Duffy, Friedrich der Große, P. 281。
11. ↑  Duffy, Armee, P. 347 以下。
12. ↑  Duffy, Friedrich der Große und seine Armee, P. 359。
13. ↑  Christopher Duffy, Friedrich der Große, P. 282。